# Српско војничко гробље у Улму
Српско војничко гробље Улм у немачкој покрајини Баден-Виртемберг, на централном градском гробљу (Hauptfriedhof) је гробље на коме су сахрањена 142 српска војника из Првог светског рата. На њему почивају српски ратни заробљеници из Првог светског рата, који положише живот свој за отаџбину после дугог ратовања и много напора.

## Изградња споменика
Споменик који данас постоји није подигла држава, односно Краљевина Србија, нити Краљевина Југославија. Преживели логораши (три наредника, један поднаредник и два војника) из Улмског логора су 1920-их година подигли споменик сопственим трудом и доприносом за своје пале другове и сународнике, као вечно сећање на српску младост која је заувек остала на том гробљу војника. Мало даље од тог споменика подигнут је велики репрезентативни споменик и руским ратним заробљеницима.
Српски споменик је дугачак 4м и висок 3м, симболизује српског војника који лежи на камену у униформи са шајкачом, а под „уснулим“ каменим војником леже кости 142 ратника. На споменику, рад вајара Карла Верлеа, су уклесане следеће речи исписане ћирилицом на српском језику и латиницом на немачком језику: Успомену ову подигоше им другови, браћа по крви и вери, српски ратни заробљеници логора Улм.
Стихови који су уклесани на споменику
„Хеј путниче, што пролазиш поред гробља непозната, стани мало
и упознај оне што умреше тако прослављено ”
Концентрациони логор Куберг, (срб. „Кравље Брдо") односно тврђава, крај градића Улм логор је био злогласно мучилиште за Србе, Русе и друге славенске народе који су немачке власти изградиле током Првог светског рата. Овај логор је постојао скоро пет година, односно од 1914. па до 1919. године..
У логору Куберг било је заробљених војника Краљевине Србије, из Тимочке, Моравске и Дринске дивизије који су заробљавани на балканском делу ратишта, односно у биткама на: Церу, Колубари, Сувобору, Легету, Мачковом камену, Гучеву. Исто тако Срби цивили су довођени са северних и западних делова српске краљевине: Подриње, Посавина, Поморавље, Колубарски и Љишки делови. Довођене су и жене и деца и старци. У њему је утамничено више хиљада Срба, и цивила и војника, а за њих 146 се зна именом и презименом да су сахрањени на гробљу некадашњег логора. На месту тог некадашњег казамата преживели српски војници су својим трудом и прилозима подигли споменик за своје другове и сународнике.

## Свештеници из Штутгарта
Скоро две деценије га редовно посећују Свештенство Српске православне цркве, наши грађани као и представници српског конзулата из Штутгартa. Открила га је Десанка Рајхле из Улмa 1946. године, кад га јој је супруг Немац показао. Редовно га је посећивала скоро четири деценије, а приметила је да многи Срби никад нису чули за њега. Обавестила је и свештенике Српске православне цркве, који су из Штутгартa опслуживали и град Улм, и редовно одржавали парастосе док није основана улмска парохија. Свештеници Слободан Миљевић и Радмило Маринко почетком деведесетих година прикупљали су податке на који начин су страдали многи војници, као и њихова имена.
Данашње младе генерације не знају да су Дунавом, реком која данас повезује многе европске државе, довожени заробљени ратници из Србије, који су били затворени иза бодљикаве жице. Они који су покушали да беже убијани су. Остали су послати на имања великопоседника и од претешког рада се преселили у вечност, стоји у документима Српске православне цркве у Штутгарту и Улму. Многи Срби из Баден-Виртемберга сматрају да се страдање српских ратних заробљеника за време Првог светског рата никако не сме заборавити..
Сви они, који редовно посећују Војничко гробље, чувају страдање српских ратних заробљеника од заборава.